# Hala nr 1 MTP
Hala nr 1 (także: Hala Przemysłowa) – hala wystawiennicza Międzynarodowych Targów Poznańskich zlokalizowana przy ul. Głogowskiej 18, w sąsiedztwie Hali Przemysłu Ciężkiego i Pawilonu Centrali Handlowej Przemysłu Drzewnego.
Hala nr 1 jest owocem powojennej, dynamicznej odbudowy terenów targowych. Powstała w latach 1947-1948 według projektu Stanisława Kirkina i Lucjana Ballenstaedta. Architekci ci odbudowali także sąsiednią Halę Przemysłu Ciężkiego. Hala nr 1 została zrealizowana na terenach dawnego cmentarza żydowskiego. Cmentarz ten zlikwidowano specjalnie pod rozbudowę Targów, podobnie, jak zlokalizowany przy ul. Bukowskiej cmentarz świętomarciński.
Obiekt jest trójnawowy. Nawa główna ma rozpiętość 32 metrów, a nawy boczne po 10 metrów. W momencie wybudowania był to największy obiekt wystawienniczy Targów. Doprowadzono doń m.in. bocznicę kolejową ze stacji Poznań Główny dla transportu wielkich eksponatów (hala przeznaczona była głównie do wystawiania osiągnięć przemysłu ciężkiego). W 2014 gościła wystawę PWK Konkurencyjna Polska.

## Bibliografia

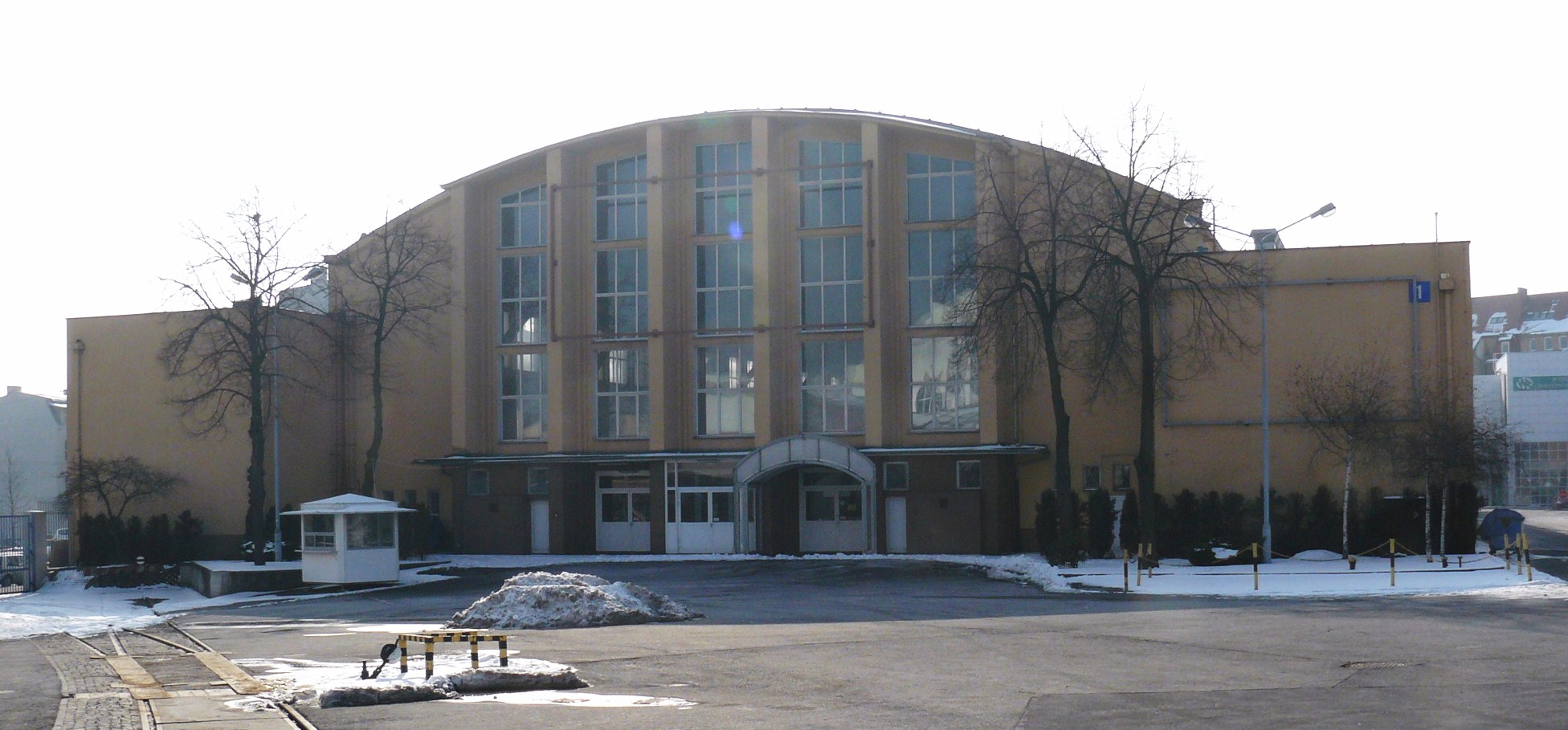
Widok z wnętrza Targów